# 코트디부아르의 로마 가톨릭 교구 목록
코트디부아르의 로마 가톨릭 교구는 4개 관구에 4개 관구장좌 대교구와 11개 일반교구로 구성된다

## 교구

### 아비장 관구(Province of Abidjan)
- 아비장 관구장좌 대교구( Archdiocese of Abidjan)
  - 이그보빌 교구(Diocese of Agboville)
  - 그랑드-바삼 교구( Diocese of Grand-Bassam)
  - 요푸곤 교구( Diocese of Yopougon)

### 부아케 관구( Province of Bouaké)
- 부아케 관구장좌 대교구( Archdiocese of Bouaké)
  - 아방구루 교구(Diocese of Abengourou)
  - 봉두쿠 교구( Diocese of Bondoukou)
  - 야무수크로 교구( Diocese of Yamoussoukro)

### 가그노아 관구(Province of Gagnoa)
- 가그노아 관구장좌 대교구(Archdiocese of Gagnoa)
  - 달로아 교구( Diocese of Daloa)
  - 멍 교구( Diocese of Man)
  - 상페드로 교구( Diocese of San Pedro-en-Côte d'Ivoire)

### 코로고 관구(Province of Korhogo)
- 코로고 관구장좌 대교구( Archdiocese of Korhogo)
  - 카티올라 교구( Diocese of Katiola)
  - 오디엔네 교구( Diocese of Odienné)